# Palermo (metropolitana di Buenos Aires)
Palermo è una stazione della linea D della metropolitana di Buenos Aires. Si trova sotto Avenida Santa Fe, presso l'intersezione con l'Avenida Juan B. Justo, nel barrio di Palermo.
La stazione è stata proclamata monumento storico nazionale il 16 maggio 1997.

## Storia
La stazione, costruita dalla compagnia ispano-argentina CHADOPyF, è stata inaugurata il 23 febbraio 1940.

## Interscambi
Nelle vicinanze della stazione effettuano fermata diverse linee di autobus urbani ed interurbani.
- Stazione ferroviaria (Stazione di Palermo)
- Fermata autobus

## Servizi
La stazione dispone di:
- Biglietteria a sportello
- Biglietteria automatica